# Manoła Skobelśka
Manoła Andrijiwna Skobelśka (ukr. Манола Андріївна Скобельська; ur. 23 lipca 2003) – ukraińska zapaśniczka startująca w stylu wolnym. Zajęła ósme miejsce na mistrzostwach świata w 2023.
Piąta na mistrzostwach Europy w 2025. Trzecia na MŚ U-23 w 2022 i 2023. Druga na ME U-23 w 2024 i 2025. Mistrzyni Europy juniorów w 2021, 2022 i 2023 roku.